# Aleurocybotus
Aleurocybotus is een geslacht van halfvleugeligen (Hemiptera) uit de familie witte vliegen (Aleyrodidae), onderfamilie Aleyrodinae.
De wetenschappelijke naam van dit geslacht is voor het eerst geldig gepubliceerd door Quaintance & Baker in 1914. De typesoort is Aleurodes graminicola.

## Soorten
Aleurocybotus omvat de volgende soorten:
- Aleurocybotus cereus Martin, 2005
- Aleurocybotus graminicolus (Quaintance, 1899)
- Aleurocybotus occiduus Russell, 1964